# Ashford (circonscription du Parlement britannique)
Pour les articles homonymes, voir Ashford (homonymie).
Circonscription parlementaire de la Chambre des communes
La circonscription d'Ashford  est une circonscription parlementaire britannique. Située dans le Kent, elle correspond exactement au borough d'Ashford, autour de la ville d'Ashford.
Depuis 2024, elle est représentée à la Chambre des communes du Parlement britannique par Sojan Joseph, du Parti travailliste.

## Members of Parliament
| Élection | Élection | Membre                | Membre | Parti                  |
| -------- | -------- | --------------------- | ------ | ---------------------- |
|          | 1885     | William Pomfret       |        | Conservateur           |
|          | 1892     | Laurence Hardy        |        | Conservateur           |
|          | 1918     | Samuel Strang Steel   |        | Coalition Conservateur |
|          | 1929     | Rev. Roderick Kedward |        | Libéral                |
|          | 1931     | Michael Knatchbull    |        | Conservateur           |
|          | 1933     | Patrick Spens         |        | Conservateur           |
|          | 1943     | Edward Percy Smith    |        | Conservateur           |
|          | 1950     | Bill Deedes           |        | Conservateur           |
|          | Oct 1974 | Keith Speed           |        | Conservateur           |
|          | 1997     | Damian Green          |        | Conservateur           |
|          | 2024     | Sojan Joseph          |        | Travailliste           |

## Élections

### Élections dans les années 2010
| Parti         | Parti                | Candidat             | Voix   | %    | ±    |
| ------------- | -------------------- | -------------------- | ------ | ---- | ---- |
|               | Conservateur         | Damian Green         | 37,270 | 62,1 | 3.1  |
|               | Travailliste         | Dara Farrell         | 13,241 | 22,0 | 7.7  |
|               | Libéral Démocrate    | Adrian Gee-Turner    | 6,048  | 10,1 | 4.9  |
|               | Green                | Mandy Rossi          | 2,638  | 4,4  | 2.1  |
|               | Indépendant          | Susannah De Sanvil   | 862    | 1,4  | N/A  |
| Majorité      | Majorité             | Majorité             | 24,029 | 40,1 | 10.9 |
| Participation | Participation        | Participation        | 60,059 | 67,1 | 1.5  |
|               | Conservateur retenir | Conservateur retenir | Swing  | 5.4  |      |

| Parti         | Parti                | Candidat             | Voix   | %    | ±    |
| ------------- | -------------------- | -------------------- | ------ | ---- | ---- |
|               | Conservateur         | Damian Green         | 35,318 | 59,0 | 6.5  |
|               | Travailliste         | Sally Gathern        | 17,840 | 29,8 | 11.4 |
|               | Libéral Démocrate    | Adrian Gee-Turner    | 3,101  | 5,2  | 0.8  |
|               | UKIP                 | Gerald O'Brien       | 2,218  | 3,7  | 15.1 |
|               | Green                | Mandy Rossi          | 1,402  | 2,3  | 2.0  |
| Majorité      | Majorité             | Majorité             | 17,478 | 29,2 | 4.4  |
| Participation | Participation        | Participation        | 59,879 | 68,5 | 1.2  |
|               | Conservateur retenir | Conservateur retenir | Swing  | 2.5  |      |

| Parti         | Parti                | Candidat             | Voix   | %    | ±    |
| ------------- | -------------------- | -------------------- | ------ | ---- | ---- |
|               | Conservateur         | Damian Green         | 30,094 | 52,5 | 1.7  |
|               | UKIP                 | Gerald O'Brien       | 10,798 | 18,8 | 14.3 |
|               | Travailliste         | Brendan Chilton      | 10,580 | 18,4 | 1.8  |
|               | Libéral Démocrate    | Debbie Enever        | 3,433  | 6,0  | 16.8 |
|               | Green                | Mandy Rossi          | 2,467  | 4,3  | 2.5  |
| Majorité      | Majorité             | Majorité             | 19,296 | 33,6 | 2.3  |
| Participation | Participation        | Participation        | 57,372 | 67,3 | 0.6  |
|               | Conservateur retenir | Conservateur retenir | Swing  | 8.0  |      |

| Parti         | Parti                | Candidat             | Voix   | %    | ±    |
| ------------- | -------------------- | -------------------- | ------ | ---- | ---- |
|               | Conservateur         | Damian Green         | 29,878 | 54,1 | +2.7 |
|               | Libéral Démocrate    | Chris Took           | 12,581 | 22,8 | +7.2 |
|               | Travailliste         | Chris Clark          | 9,204  | 16,7 | −9.7 |
|               | UKIP                 | Jeffrey Elenor       | 2,508  | 4,5  | +1.4 |
|               | Green                | Steven Campkin       | 1,014  | 1,8  | −1.6 |
| Majorité      | Majorité             | Majorité             | 17,297 | 31,3 | 5.6  |
| Participation | Participation        | Participation        | 55,185 | 67,9 | 2.5  |
|               | Conservateur retenir | Conservateur retenir | Swing  | +2.3 |      |

### Élections dans les années 2000
| Parti         | Parti                | Candidat             | Voix   | %    | ±    |
| ------------- | -------------------- | -------------------- | ------ | ---- | ---- |
|               | Conservateur         | Damian Green         | 26,651 | 51,6 | +4.2 |
|               | Travailliste         | Valerie Whitaker     | 13,353 | 25,8 | −6.3 |
|               | Libéral Démocrate    | Chris Took           | 8,308  | 16,1 | +1.0 |
|               | Green                | Richard Boden        | 1,753  | 3,4  | +0.6 |
|               | UKIP                 | Bernard Stroud       | 1,620  | 3,1  | +0.5 |
| Majorité      | Majorité             | Majorité             | 13,298 | 25,7 | 10.4 |
| Participation | Participation        | Participation        | 51,685 | 65,0 | 2.5  |
|               | Conservateur retenir | Conservateur retenir | Swing  | +5.2 |      |

| Parti         | Parti                | Candidat             | Voix   | %    | ±    |
| ------------- | -------------------- | -------------------- | ------ | ---- | ---- |
|               | Conservateur         | Damian Green         | 22,739 | 47,4 | +6.0 |
|               | Travailliste         | John Adams           | 15,380 | 32,1 | +0.4 |
|               | Libéral Démocrate    | Keith Fitchett       | 7,236  | 15,1 | −4.6 |
|               | Green                | Richard Boden        | 1,353  | 2,8  | +1.6 |
|               | UKIP                 | David Waller         | 1,229  | 2,6  | N/A  |
| Majorité      | Majorité             | Majorité             | 7,359  | 15,3 | 5.6  |
| Participation | Participation        | Participation        | 47,937 | 62,5 | 11.7 |
|               | Conservateur retenir | Conservateur retenir | Swing  | +3.2 |      |

### Élections dans les années 1990
| Parti         | Parti                | Candidat             | Voix   | %     | ±     |
| ------------- | -------------------- | -------------------- | ------ | ----- | ----- |
|               | Conservateur         | Damian Green         | 22,899 | 41,4  | −13.2 |
|               | Travailliste         | John Ennals          | 17,554 | 31,7  | +11.7 |
|               | Libéral Démocrate    | John Williams        | 10,901 | 19,7  | −4.4  |
|               | Référendum           | Christopher Cruden   | 3,201  | 5,8   | N/A   |
|               | Green                | Richard Boden        | 660    | 1,2   | −0.2  |
|               | Natural Law          | Stephen Tyrell       | 89     | 0,2   | N/A   |
| Majorité      | Majorité             | Majorité             | 5,345  | 9,7   | 20.8  |
| Participation | Participation        | Participation        | 55,302 | 74,2  | 5.0   |
|               | Conservateur retenir | Conservateur retenir | Swing  | −12.5 |       |

| Parti         | Parti                | Candidat             | Voix   | %    | ±    |
| ------------- | -------------------- | -------------------- | ------ | ---- | ---- |
|               | Conservateur         | Keith Speed          | 31,031 | 54,6 | −1.9 |
|               | Libéral Démocrate    | Christine Headley    | 13,672 | 24,1 | −3.3 |
|               | Travailliste         | Doreen Cameron       | 11,365 | 20,0 | +5.3 |
|               | Green                | Charles Porter       | 773    | 1,4  | −0.1 |
| Majorité      | Majorité             | Majorité             | 17,359 | 30,5 | +1.3 |
| Participation | Participation        | Participation        | 56,841 | 79,2 | +3.5 |
|               | Conservateur retenir | Conservateur retenir | Swing  | +0.7 |      |

### Élections dans les années 1980
| Parti         | Parti                | Candidat             | Voix   | %    | ±    |
| ------------- | -------------------- | -------------------- | ------ | ---- | ---- |
|               | Conservateur         | Keith Speed          | 29,978 | 56,5 | −0.3 |
|               | Social Démocratique  | Neil Macmillan       | 14,490 | 27,3 | −0.5 |
|               | Travailliste         | Michael Wiggins      | 7,775  | 14,7 | +1.8 |
|               | Green                | Charles Porter       | 778    | 1,5  | +0.3 |
| Majorité      | Majorité             | Majorité             | 15,488 | 29,2 | +0.2 |
| Participation | Participation        | Participation        |        | 75,7 | +2.5 |
|               | Conservateur retenir | Conservateur retenir | Swing  |      |      |

| Parti         | Parti                | Candidat             | Voix   | %    | ±     |
| ------------- | -------------------- | -------------------- | ------ | ---- | ----- |
|               | Conservateur         | Keith Speed          | 27,230 | 56,8 | +1.2  |
|               | Social Démocratique  | Jo Hawkes            | 13,319 | 27,8 | +11.6 |
|               | Travailliste         | P.A. Lewis           | 6,167  | 12,9 | −13.8 |
|               | Ecologie             | Charles Porter       | 569    | 1,2  | N/A   |
|               | National Labour      | J.W. King            | 456    | 0,95 | N/A   |
|               | BNP                  | R.E. Lockwood        | 195    | 0,4  | N/A   |
| Majorité      | Majorité             | Majorité             | 13,911 | 29,0 | +0.1  |
| Participation | Participation        | Participation        |        | 73,2 |       |
|               | Conservateur retenir | Conservateur retenir | Swing  |      |       |

### Élections dans les années 1970
| Parti         | Parti                | Candidat             | Voix   | %    | ±     |
| ------------- | -------------------- | -------------------- | ------ | ---- | ----- |
|               | Conservateur         | Keith Speed          | 26,224 | 55,7 | +11.4 |
|               | Travailliste         | A.A. Gilbert         | 12,586 | 26,7 | −3.8  |
|               | Liberal              | Alison Wainman       | 7,631  | 16,2 | −9.0  |
|               | National Front       | K.R. McKilliam       | 678    | 1,4  | N/A   |
| Majorité      | Majorité             | Majorité             | 13,638 | 28,9 | +15.1 |
| Participation | Participation        | Participation        |        | 76,7 | +2.2  |
|               | Conservateur retenir | Conservateur retenir | Swing  |      |       |

| Parti         | Parti                | Candidat             | Voix   | %     | ±    |
| ------------- | -------------------- | -------------------- | ------ | ----- | ---- |
|               | Conservateur         | Keith Speed          | 19,294 | 44,3  | −1.9 |
|               | Travailliste         | M.B. Jackson         | 13,269 | 30,5  | +4.9 |
|               | Liberal              | Clive G. Dennis      | 10,983 | 25,2  | −3.0 |
| Majorité      | Majorité             | Majorité             | 6,025  | 13,84 |      |
| Participation | Participation        | Participation        |        | 74,54 |      |
|               | Conservateur retenir | Conservateur retenir | Swing  |       |      |

| Parti         | Parti                | Candidat             | Voix   | %    | ±     |
| ------------- | -------------------- | -------------------- | ------ | ---- | ----- |
|               | Conservateur         | Bill Deedes          | 21,773 | 46,2 | −6.4  |
|               | Liberal              | Clive G. Dennis      | 13,314 | 28,2 | +11.9 |
|               | Travailliste         | M.B. Jackson         | 12,077 | 25,6 | −5.4  |
| Majorité      | Majorité             | Majorité             | 8,459  | 18,0 |       |
| Participation | Participation        | Participation        |        | 81,5 |       |
|               | Conservateur retenir | Conservateur retenir | Swing  |      |       |

| Parti         | Parti                | Candidat             | Voix   | %    | ±    |
| ------------- | -------------------- | -------------------- | ------ | ---- | ---- |
|               | Conservateur         | Bill Deedes          | 26,649 | 54,8 | +4.8 |
|               | Travailliste         | John M. Bowyer       | 14,037 | 28,9 | −2.1 |
|               | Liberal              | Charles Truman       | 7,902  | 16,3 | −2.7 |
| Majorité      | Majorité             | Majorité             | 12,612 | 26,0 |      |
| Participation | Participation        | Participation        | 48,588 | 72,5 |      |
|               | Conservateur retenir | Conservateur retenir | Swing  | +3.5 |      |

### Élections dans les années 1960
| Parti         | Parti                | Candidat             | Voix   | %    | ± |
| ------------- | -------------------- | -------------------- | ------ | ---- | - |
|               | Conservateur         | Bill Deedes          | 21,362 | 50,0 |   |
|               | Travailliste         | Charles A Thomas     | 13,249 | 31,0 |   |
|               | Liberal              | J Gavin W Peck       | 8,121  | 19,0 |   |
| Majorité      | Majorité             | Majorité             | 8,113  | 19,0 |   |
| Participation | Participation        | Participation        | 42,732 | 75,4 |   |
|               | Conservateur retenir | Conservateur retenir | Swing  |      |   |

| Parti         | Parti                | Candidat             | Voix   | %    | ± |
| ------------- | -------------------- | -------------------- | ------ | ---- | - |
|               | Conservateur         | Bill Deedes          | 21,026 | 49,4 |   |
|               | Travailliste         | Charles A Thomas     | 11,989 | 28,2 |   |
|               | Liberal              | J Gavin W Peck       | 9,531  | 22,4 |   |
| Majorité      | Majorité             | Majorité             | 9,037  | 21,2 |   |
| Participation | Participation        | Participation        | 42,546 | 77,5 |   |
|               | Conservateur retenir | Conservateur retenir | Swing  |      |   |

### Élections dans les années 1950
| Parti         | Parti                | Candidat             | Voix   | %     | ± |
| ------------- | -------------------- | -------------------- | ------ | ----- | - |
|               | Conservateur         | Bill Deedes          | 25,383 | 62,88 |   |
|               | Travailliste         | Reginald Ward        | 14,983 | 37,12 |   |
| Majorité      | Majorité             | Majorité             | 10,400 | 25,76 |   |
| Participation | Participation        | Participation        | 40,366 | 77,48 |   |
|               | Conservateur retenir | Conservateur retenir | Swing  |       |   |

| Parti         | Parti                | Candidat             | Voix   | %     | ± |
| ------------- | -------------------- | -------------------- | ------ | ----- | - |
|               | Conservateur         | Bill Deedes          | 23,992 | 60,47 |   |
|               | Travailliste         | Neville Sandelson    | 15,685 | 39,53 |   |
| Majorité      | Majorité             | Majorité             | 8,307  | 20,94 |   |
| Participation | Participation        | Participation        |        | 78,07 |   |
|               | Conservateur retenir | Conservateur retenir | Swing  |       |   |

| Parti         | Parti                | Candidat             | Voix   | %     | ± |
| ------------- | -------------------- | -------------------- | ------ | ----- | - |
|               | Conservateur         | Bill Deedes          | 24,093 | 59,14 |   |
|               | Travailliste         | Neville Sandelson    | 16,645 | 40,86 |   |
| Majorité      | Majorité             | Majorité             | 7,448  | 18,28 |   |
| Participation | Participation        | Participation        |        | 81,94 |   |
|               | Conservateur retenir | Conservateur retenir | Swing  |       |   |

| Parti         | Parti                | Candidat             | Voix   | %     | ± |
| ------------- | -------------------- | -------------------- | ------ | ----- | - |
|               | Conservateur         | Bill Deedes          | 21,095 | 51,61 |   |
|               | Travailliste         | Neville Sandelson    | 14,948 | 36,57 |   |
|               | Liberal              | H Shirley            | 4,828  | 11,81 |   |
| Majorité      | Majorité             | Majorité             | 6,147  | 15,04 |   |
| Participation | Participation        | Participation        |        | 84,08 |   |
|               | Conservateur retenir | Conservateur retenir | Swing  |       |   |

### Élections dans les années 1940
| Parti         | Parti                | Candidat             | Voix   | %     | ± |
| ------------- | -------------------- | -------------------- | ------ | ----- | - |
|               | Conservateur         | Edward Percy Smith   | 18,800 | 52,0  |   |
|               | Travailliste         | Horace W. Lee        | 12,575 | 34,8  |   |
|               | Liberal              | Harold Vesey Strong  | 4,804  | 13,3  |   |
| Majorité      | Majorité             | Majorité             | 6,225  | 17,2  |   |
| Participation | Participation        | Participation        |        | 71,27 |   |
|               | Conservateur retenir | Conservateur retenir | Swing  |       |   |

| Parti         | Parti                | Candidat                | Voix  | %    | ±     |
| ------------- | -------------------- | ----------------------- | ----- | ---- | ----- |
|               | Conservateur         | Edward Percy Smith      | 9,648 | 69,7 | +10.5 |
|               | Common Wealth        | Catherine E. Williamson | 4,192 | 30,3 | n/a   |
| Majorité      | Majorité             | Majorité                | 5,456 | 39,4 |       |
| Participation | Participation        | Participation           |       | 27,7 | −45.9 |
|               | Conservateur retenir | Conservateur retenir    | Swing |      |       |

### Élections dans les années 1930
| Parti         | Parti                | Candidat             | Voix   | %    | ± |
| ------------- | -------------------- | -------------------- | ------ | ---- | - |
|               | Conservateur         | Patrick Spens        | 21,323 | 59,2 |   |
|               | Liberal              | Borlase Matthews     | 8,338  | 23,2 |   |
|               | Travailliste         | W J Beck             | 6,333  | 17,6 |   |
| Majorité      | Majorité             | Majorité             | 12,985 | 36,1 |   |
| Participation | Participation        | Participation        |        | 73,6 |   |
|               | Conservateur retenir | Conservateur retenir | Swing  |      |   |

| Parti         | Parti                | Candidat             | Voix   | %    | ± |
| ------------- | -------------------- | -------------------- | ------ | ---- | - |
|               | Conservateur         | Patrick Spens        | 16,051 | 47,7 |   |
|               | Liberal              | Roderick Kedward     | 11,423 | 33,9 |   |
|               | Travailliste         | W J Beck             | 6,178  | 18,4 |   |
| Majorité      | Majorité             | Majorité             | 4,628  | 13,8 |   |
| Participation | Participation        | Participation        |        | 70,9 |   |
|               | Conservateur retenir | Conservateur retenir | Swing  |      |   |

| Parti         | Parti            | Candidat           | Voix   | %    | ± |
| ------------- | ---------------- | ------------------ | ------ | ---- | - |
|               | Conservateur     | Michael Knatchbull | 20,891 | 58,7 |   |
|               | Libéral National | Roderick Kedward   | 14,681 | 41,3 |   |
| Majorité      | Majorité         | Majorité           | 6,210  | 17,4 |   |
| Participation | Participation    | Participation      |        | 75,9 |   |

### Élections dans les années 1920
| Parti              | Parti                           | Candidat                        | Voix   | %     | ±     |
| ------------------ | ------------------------------- | ------------------------------- | ------ | ----- | ----- |
|                    | Liberal                         | Roderick Kedward                | 15,753 | 46,0  | +24.2 |
|                    | Unioniste                       | Samuel Strang Steel             | 14,579 | 42,6  | −17.8 |
|                    | Travailliste                    | Mont Follick                    | 3,885  | 11,4  | −6.4  |
| Majorité           | Majorité                        | Majorité                        | 1,174  | 3,4   | 42.0  |
| Participation      | Participation                   | Participation                   | 34,217 | 75,3  | +4.9  |
| Registre électeurs | Registre électeurs              | Registre électeurs              | 45,445 |       |       |
|                    | Liberal vainqueur sur Unioniste | Liberal vainqueur sur Unioniste | Swing  | +21.0 |       |

| Parti              | Parti              | Candidat              | Voix   | %    | ±     |
| ------------------ | ------------------ | --------------------- | ------ | ---- | ----- |
|                    | Unioniste          | Samuel Strang Steel   | 15,159 | 60,4 | −1.7  |
|                    | Liberal            | Leonard John Humphrey | 5,487  | 21,8 | N/A   |
|                    | Travailliste       | Basil Noble           | 4,473  | 17,8 | −20.1 |
| Majorité           | Majorité           | Majorité              | 9,672  | 38,6 | +14.4 |
| Participation      | Participation      | Participation         | 25,119 | 70,4 | +12.6 |
| Registre électeurs | Registre électeurs | Registre électeurs    | 35,659 |      |       |
|                    | Unioniste retenir  | Unioniste retenir     | Swing  | +9.2 |       |

| Parti              | Parti              | Candidat            | Voix   | %    | ±     |
| ------------------ | ------------------ | ------------------- | ------ | ---- | ----- |
|                    | Unioniste          | Samuel Strang Steel | 12,644 | 62,1 | −7.0  |
|                    | Travailliste       | Basil Noble         | 7,709  | 37,9 | +7.0  |
| Majorité           | Majorité           | Majorité            | 4,935  | 24,2 | −14.0 |
| Participation      | Participation      | Participation       | 20,353 | 57,8 | −6.4  |
| Registre électeurs | Registre électeurs | Registre électeurs  | 35,223 |      |       |
|                    | Unioniste retenir  | Unioniste retenir   | Swing  | +7.0 |       |

| Parti              | Parti              | Candidat            | Voix   | %    | ±     |
| ------------------ | ------------------ | ------------------- | ------ | ---- | ----- |
|                    | Unioniste          | Samuel Strang Steel | 15,638 | 69,1 | −11.9 |
|                    | Travailliste       | Basil Noble         | 6,977  | 30,9 | N/A   |
| Majorité           | Majorité           | Majorité            | 8,661  | 38,2 | −23.8 |
| Participation      | Participation      | Participation       | 22,615 | 64,2 | +25.0 |
| Registre électeurs | Registre électeurs | Registre électeurs  | 35,240 |      |       |
|                    | Unioniste retenir  | Unioniste retenir   | Swing  | N/A  |       |

## Résultats élections 1885–1918

### Élections dans les années 1880
| Parti              | Parti                                  | Candidat               | Voix   | %    | ±   |
| ------------------ | -------------------------------------- | ---------------------- | ------ | ---- | --- |
|                    | Conservateur                           | William Pomfret        | 6,020  | 55,2 | N/A |
|                    | Liberal                                | George Crispe Whiteley | 4,895  | 44,8 | N/A |
| Majorité           | Majorité                               | Majorité               | 1,125  | 10,4 | N/A |
| Participation      | Participation                          | Participation          | 10,915 | 81,5 | N/A |
| Registre électeurs | Registre électeurs                     | Registre électeurs     | 13,389 |      |     |
|                    | Conservateur vainqueur (nouveau siège) |                        |        |      |     |

| Parti | Parti             | Candidat        | Voix            | %               | ±               |
| ----- | ----------------- | --------------- | --------------- | --------------- | --------------- |
|       | Conservateur      | William Pomfret | Sans opposition | Sans opposition | Sans opposition |
|       | Conservateur hold |                 |                 |                 |                 |

### Élections dans les années 1890
| Parti              | Parti                | Candidat             | Voix   | %    | ±   |
| ------------------ | -------------------- | -------------------- | ------ | ---- | --- |
|                    | Conservateur         | Laurence Hardy       | 5,512  | 56,3 | N/A |
|                    | Liberal              | John U Bugler        | 4,281  | 43,7 | N/A |
| Majorité           | Majorité             | Majorité             | 1,231  | 12,6 | N/A |
| Participation      | Participation        | Participation        | 9,793  | 68,4 | N/A |
| Registre électeurs | Registre électeurs   | Registre électeurs   | 14,314 |      |     |
|                    | Conservateur retenir | Conservateur retenir | Swing  | N/A  |     |

| Parti | Parti             | Candidat       | Voix            | %               | ±               |
| ----- | ----------------- | -------------- | --------------- | --------------- | --------------- |
|       | Conservateur      | Laurence Hardy | Sans opposition | Sans opposition | Sans opposition |
|       | Conservateur hold |                |                 |                 |                 |

### Élections dans les années 1900
| Parti              | Parti                  | Candidat             | Voix   | %    | ±   |
| ------------------ | ---------------------- | -------------------- | ------ | ---- | --- |
|                    | Conservateur           | Laurence Hardy       | 5,898  | 71,6 | N/A |
|                    | Independent Protestant | Benjamin Nicholson   | 2,343  | 28,4 | N/A |
| Majorité           | Majorité               | Majorité             | 3,555  | 43,2 | N/A |
| Participation      | Participation          | Participation        | 8,241  | 64,8 | N/A |
| Registre électeurs | Registre électeurs     | Registre électeurs   | 12,714 |      |     |
|                    | Conservateur retenir   | Conservateur retenir | Swing  | N/A  |     |

| Parti              | Parti                | Candidat             | Voix   | %    | ±     |
| ------------------ | -------------------- | -------------------- | ------ | ---- | ----- |
|                    | Conservateur         | Laurence Hardy       | 5,994  | 51,6 | −20.0 |
|                    | Liberal              | Percy Harris         | 5,614  | 48,4 | N/A   |
| Majorité           | Majorité             | Majorité             | 380    | 3,2  | −40.0 |
| Participation      | Participation        | Participation        | 11,608 | 83,7 | +18.9 |
| Registre électeurs | Registre électeurs   | Registre électeurs   | 13,864 |      |       |
|                    | Conservateur retenir | Conservateur retenir | Swing  | N/A  |       |

### Élections dans les années 1910
| Parti         | Parti                | Candidat             | Voix  | %    | ±     |
| ------------- | -------------------- | -------------------- | ----- | ---- | ----- |
|               | Conservateur         | Laurence Hardy       | 7,966 | 64,3 | +12.7 |
|               | Liberal              | Reginald John Farrer | 4,422 | 35,7 | −12.7 |
| Majorité      | Majorité             | Majorité             | 3,544 | 28,6 |       |
| Participation | Participation        | Participation        |       | 87,2 | +3.5  |
|               | Conservateur retenir | Conservateur retenir | Swing |      |       |

| Parti | Parti             | Candidat       | Voix            | %               | ±               |
| ----- | ----------------- | -------------- | --------------- | --------------- | --------------- |
|       | Conservateur      | Laurence Hardy | Sans opposition | Sans opposition | Sans opposition |
|       | Conservateur hold |                |                 |                 |                 |

Élection Général 1914/15:
Une autre élection générale devait avoir lieu avant la fin de 1915. Les partis politiques préparaient une élection et, en juillet 1914, les candidats suivants avaient été sélectionnés; 
- Unioniste: Lawrence Hardy
- Libéral: Arthur Frederick William Johnson[16]

| Parti                                                 | Parti                | Candidat            | Voix   | %    | ±   |
| ----------------------------------------------------- | -------------------- | ------------------- | ------ | ---- | --- |
| C                                                     | Unioniste            | Samuel Strang Steel | 10,258 | 81.0 | N/A |
|                                                       | Independent Democrat | William H Deedes    | 2,408  | 19,0 | N/A |
| Majorité                                              | Majorité             | Majorité            | 7,850  | 62,0 | N/A |
| Participation                                         | Participation        | Participation       | 12,666 | 39,2 | N/A |
| Registre électeurs                                    | Registre électeurs   | Registre électeurs  | 32,349 |      |     |
|                                                       | Unioniste retenir    | Unioniste retenir   | Swing  | N/A  |     |
| C candidat approuvé par le gouvernement de coalition. |                      |                     |        |      |     |